# NBC 나이틀리 뉴스
《NBC 나이틀리 뉴스》(영어: NBC Nightly News)는 1970년 8월 3일부터 현재까지 NBC에서 방영중인 뉴스 프로그램이다.
현재 평일 진행자는 레스터 홀트이며, 주말에는 두명의 진행자로 나뉘어 토요일은 호세 디아즈 발라트, 일요일은 케이트 스노우가 진행을 맡고 있다.

## 역대 평일 진행자

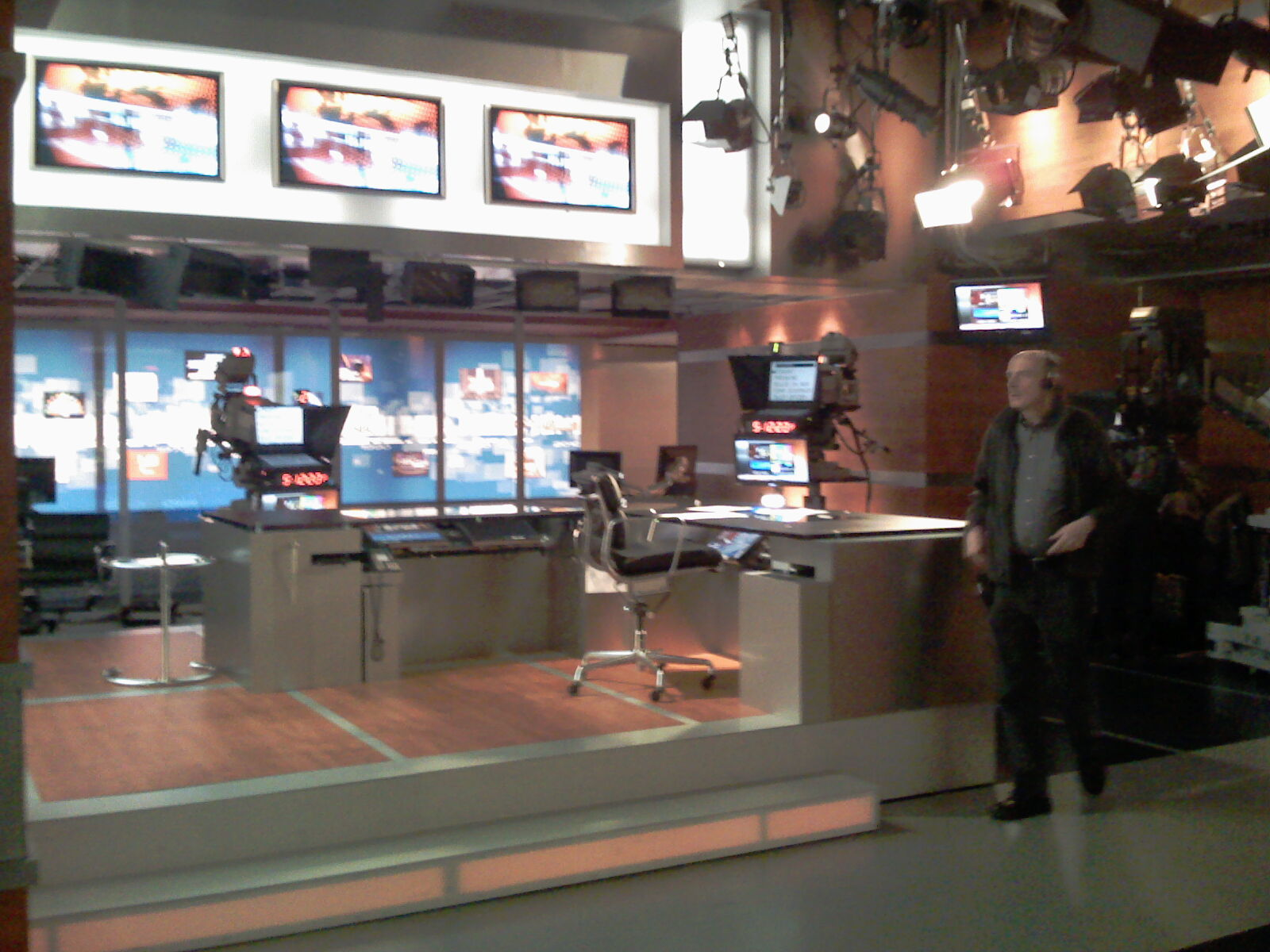
NBC 나이틀리 뉴스 스튜디오

- 존 챈슬러 & 데이비드 브링클리 (John Chancellor & David Brinkley, 1970년~1982년)
- 톰 브로코 (Tom Brokaw, 1982년~2004년)
- 브라이언 윌리엄스 (Brian Williams, 2004년~2015년)
- 레스터 홀트 (Lester Holt, 2015년~현재)

## 같이 보기
- CNBC